# Маркус Рагер
Маркус Рагер (5. фебруар 1988) аустријски је шаховски велемајстор. Освојио је аустријски Шаховски шампионат у 2008, 2009. и 2010. и играо на првој табли за Аустрију на Шаховској олимпијади од 2008. године. У октобру 2016. године, постао је први Аустријанац који је достигао ФИДЕ рејтинг 2700. Његов највећи рејтинг је 2703, који је достигао у фебруару 2017. године.

## Шаховска каријера
У 2011. години, делио је 1-5. место са Александром Арещенко, Јуријем Кузубовим, Паримарджаном Негијем и Ни Хуа на 9. отвореном Парсвнат турниру. Учествовао је и на Светском шаховском купу 2011, где је био елиминисан у првом колу од Јуџина Алексејева. На Светском шаховском купу 2013 је дошао до другог круга и изгубио од Никите Витјугова.
У 2015. години, Регер осваја Куп Политикен у Хелсингеру у тај-брејку испред Нисипјану Ливиу-Дитера, Џона Лудвига Хамера, Лорана Фресина, Тигера Хилара Персона, Семјуела Шенкленда, Себастијана Мазеа, Михаила Марина, Суне Берг Хансена и Виталија Кунина, након што су сви играчи имали 8/10. Исте године је предводио аустријске тим до победе за Митропа Куп у Мајеррхофену.